# Міддлтон (Теннессі)
Міддлтон (англ. Middleton) — місто (англ. city) в США, в окрузі Гардеман штату Теннессі. Населення — 658 осіб (2020).

## Географія
Міддлтон розташований за координатами 35°3′42″ пн. ш. 88°53′22″ зх. д. / 35.06167° пн. ш. 88.88944° зх. д. (35.061613, -88.889544).  За даними Бюро перепису населення США в 2010 році місто мало площу 4,98 км², з яких 4,96 км² — суходіл та 0,02 км² — водойми.

## Демографія
Згідно з переписом 2010 року, у місті мешкало 706 осіб у 272 домогосподарствах у складі 191 родини. Густота населення становила 142 особи/км².  Було 307 помешкань (62/км²).
Расовий склад населення:
| - 79,9 % — білих - 17,1 % — чорних або афроамериканців - 0,7 % — азіатів - 0,4 % — корінних американців |

До двох чи більше рас належало 1,7 %. Частка іспаномовних становила 1,3 % від усіх жителів.
За віковим діапазоном населення розподілялося таким чином: 28,8 % — особи молодші 18 років, 55,1 % — особи у віці 18—64 років, 16,1 % — особи у віці 65 років та старші. Медіана віку мешканця становила 35,3 року. На 100 осіб жіночої статі у місті припадало 90,8 чоловіків;  на 100 жінок у віці від 18 років та старших — 87,7 чоловіків також старших 18 років.
Середній дохід на одне домашнє господарство  становив 53 003 долари США (медіана — 38 365), а середній дохід на одну сім'ю — 62 530 доларів (медіана — 42 313). За межею бідності перебувало 18,5 % осіб, у тому числі 21,3 % дітей у віці до 18 років та 8,2 % осіб у віці 65 років та старших.
Цивільне працевлаштоване населення становило 276 осіб. Основні галузі зайнятості: виробництво — 23,6 %, освіта, охорона здоров'я та соціальна допомога — 17,8 %, будівництво — 12,7 %.